# Diego Bautista Urbaneja (municipalité)
Pour les articles homonymes, voir Urbaneja.
Diego Bautista Urbaneja est l'une des vingt-et-une municipalités de l'État d'Anzoátegui au Venezuela. Son chef-lieu est Lechería. En 2011, la population s'élève à 37 829 habitants.

## Étymologie
La municipalité est nommée en l'honneur de l'avocat et militaire vénézuélien Diego Bautista Urbaneja (1782-1856).

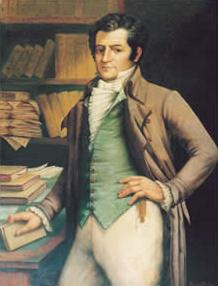
La municipalité tire son nom de l'avocat et militaire vénézuélien Diego Bautista Urbaneja (1782-1856).

## Géographie

### Subdivisions
La municipalité possède une seule paroisse civile et une parroquia capital, traduite ici par « capitale » (en italiques et suivie d'une astérisque) avec, chacune à sa tête, une capitale (entre parenthèses) :
- El Morro (Lechería) ;
- Capitale Diego Bautista Urbaneja * (Lechería).